# Gaitskellisme

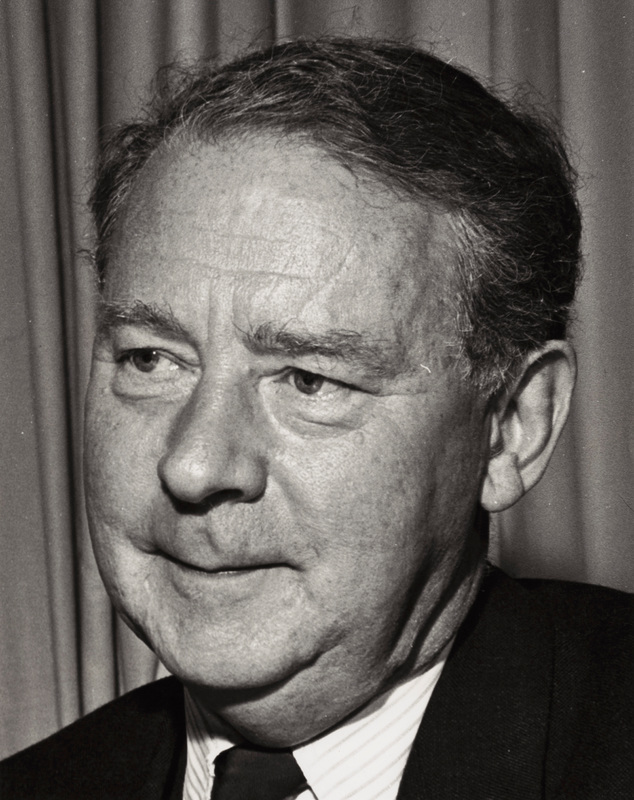
Hugh Gaitskell.

Le gaitskellisme était la doctrine des gaitskellites, un courant situé à droite du Parti travailliste du Royaume-Uni au sein des années 1950 et dirigé par Hugh Gaitskell. Ce courant s’oppose ainsi au Bevanisme inspiré par son collègue Nye Bevan.

## Principes
Le gaitskellisme est un courant qui s’oppose au programme du Parti travailliste et sa Clause IV (en), qui vise à nationaliser l’ensemble des moyens de productions. Il ne s’oppose toutefois pas au principe de nationalisation dans certains domaines.

### Idées[1]
- Soutien à la liberté personnelle et à la protection sociale
- Refus d’entrer au sein du marché unique européen
- Opposition au désarmement nucléaire
- Favorable à l’intégration du Royaume-Uni au sein de l’OTAN
- Soutien aux États-Unis face à l’Union Soviétique

## Héritage
Après le décès de Hugh Gaitskell en 1963, c’est le bevaniste Harold Wilson qui est devenu le chef du Labour. Il accèdera au pouvoir l’année suivante, mais appliquera majoritairement les politiques économiques du gaitskellisme.
En 1981, des membres éminents des travaillistes, comme Roy Jenkins, David Owen, Bill Rodgers et Shirley Williams, décident de quitter le parti, étant en désaccord avec le chef du parti, Michael Foot, du courant bevaniste. Ils vont décider de créer le Parti social-démocrate, qui fusionnera en 1988 avec le Parti libéral-démocrate.
L’accession de Tony Blair à la tête du Labour en 1994 marque un retour du courant gaitskelliste comme idéologie du parti, avec le choix de rompre avec l’objectif de nationalisation de l’économie, un soutien accru au développement des armes nucléaires et un rapprochement des relations avec les États-Unis.